# 普拉隆
普拉隆（法語：Pralong，法語發音：[pʁalɔ̃]）是法国卢瓦尔省的一个市镇，属于蒙布里松区。

## 地理
普拉隆（45°39'56"N, 4°1'49"E）面积8.03 平方千米，位于法国奥弗涅-罗讷-阿尔卑斯大区卢瓦尔省，该省份为法国中南部省份，北起顺时针与索恩-卢瓦尔省、罗讷省、伊泽尔省、阿尔代什省、上盧瓦爾省、多姆山省和阿列省接壤。
与普拉隆接壤的市镇（或旧市镇、城区）包括：沙兰迪佐尔、尚迪约、沙泰尔讷夫、马西伊勒沙泰勒、圣博内勒库罗。

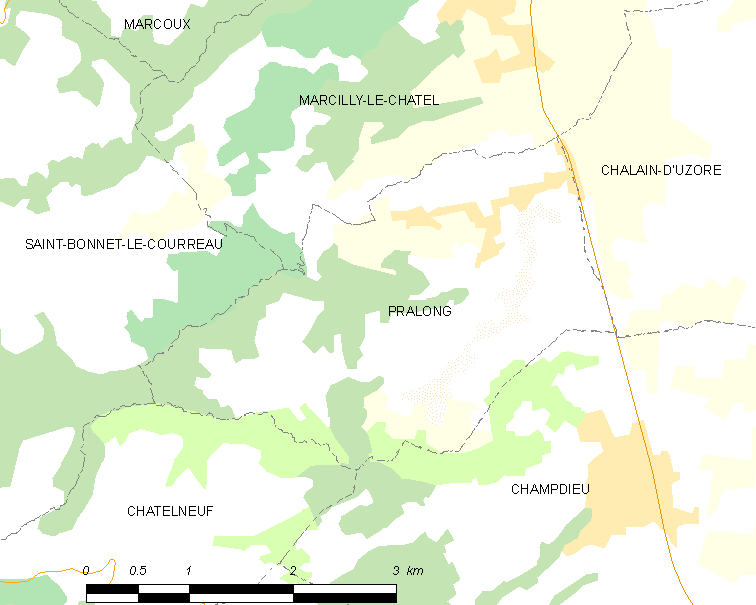
普拉隆的OSM定位图

普拉隆的时区为UTC+01:00、UTC+02:00（夏令时）。

## 行政
普拉隆的邮政编码为42600，INSEE市镇编码为42179。

## 政治
普拉隆所属的省级选区为利尼翁河畔博安县。

## 人口

1962-2008年间普拉隆人口变化图示

普拉隆于2022年1月1日时的人口数量为851人。